# Албје
Албје (фр. Albiès) је насељено место у Француској у региону Миди Пирене, у департману Арјеж.
По подацима из 2011. године у општини је живело 132 становника, а густина насељености је износила 17,17 становника/km².

## Демографија
| 1962. | 1968. | 1975. | 1982. | 1990. | 2011. |
| ----- | ----- | ----- | ----- | ----- | ----- |
| 122   | 146   | 163   | 144   | 141   | 132   |